# Barrettov požiralnik
Barrettov požiralnik pomeni pojav metaplastično spremenjene sluznice v spodnji tretjini požiralnika. Sluznica v prizadetem predelu požiralnika z večskladnim ploščatim epitelijem se spremeni v žlezno sluznico, pokrito z visokoprizmatskim epitelijem. Spremenjena sluznica čašaste celice, ki izločajo sluz, in parietalne celice. Spremenjena sluznica je podobna tisti, ki je sicer značilna za želodec in črevo. Bolezen je rezultat dolgotrajnega draženja sluznice zaradi gastroezofagealne refluksne bolezni (GERB). Gre za predrakavo spremembo, saj obstaja povečano tveganje, da iz spremenjenih celic vznikne adenokarcinom (žlezni rak) požiralnika, ki je pogosto smrtna bolezen.
Diagnoza Barrettovega požiralnika temelji na endoskopskem pregledu; endoskop omogoča neposredno opazovanje značilnih sprememb izgleda sluznice spodnjega dela požiralnika. Sledi mikroskopski pregled biopsijskega vzorca tkiva, ki se pridobi med endoskopskim pregledom. Spremembe tkiva pri Barrettovem požiralniku se razvrščajo v štiri kategorije: nedisplastične spremembe, displazija nizke stopnje, displazija visoke stopnje in karcinom. Displazija visoke stopnje in zgodnji stadiji adenokarcinoma se lahko zdravijo z endoskopsko resekcijo prizadetega tkiva ali z radiofrekvenčno ablacijo. Kasnejše stopnje adenokarcinoma se zdravijo s kirurško resekcijo ali pa s paliativnim zdravljenjem. Bolniki z nedisplastično spremenjeno sluznico ali displazijo nizke stopnje potrebujejo redno spremljanje z endoskopskim pregledom; pri displaziji nizke stopnje se praviloma opravi radiofrekvenčna ablacija. Pri displaziji visoke stopnje je tveganje za razvoj rakave bolezni 10 % na bolnik-leto ali višje. Barrettov požiralnik in adenokarcinom sta skoraj 10-krat pogostejša pri moških, čeprav se GERB pojavlja približno enako pri obeh spolih. Povprečna starost bolnikov ob diagnozi Barrettovega požiralnika je 55 let, število bolnikov pa narašča s starostjo.
V zadnjem obdobju se je pojavnost adenokarcinoma požiralnika v razvitem svetu znatno povečala. Barrettov požiralnik odkrijejo pri okoli 5–15 % bolnikov, ki poiščejo zdravniško pomoč zaradi zgage oziroma gastroezofagealne refluksne bolezni, pri velikem deležu bolnikov pa Barrettov požiralnik ne povzroča nobenih simptomov. Bolezen so poimenovali po kirurgu Normanu Barrettu (1903–1979), vendar jo je že prej, leta 1946, opisal Philip Rowland Allison.

## Znaki in simptomi
Prehod normalne sluznice v spremenjeno sluznico s predrakavimi celicami pri Barrettovem požiralniku običajno ne povzroča značilnih simptomov. Zlasti zaradi prisotne gastroezofagealne bolezni so pogosti naslednji simptomi:
- pogosta in trajajoča zgaga
- težave s požiranjem (disfagija)
- kri v izbljuvku (hematemeza)
- bolečina pod prsnico, kjer se stikata želodec in požiralnik
- bolečine pri požiranju (odinofagija), kar lahko vodi v nenamerno izgubo telesne teže

Tveganje za pojav Barrettovega požiralnika je večje pri bolnikih s centralno debelostjo (v primerjavi z bolniki s periferno debelostjo). Točen mehanizem te povezave ni pojasnjen, lahko pa razlika v razporeditvi maščobe pri moških (praviloma več centralno razporejenega maščobnega tkiva) in ženskah (v povprečju pogosteje periferno razporejeno maščobno tkivo) pomaga razložiti večjo pojavnost Barrettovega požitalnika pri moških.

## Patofiziologija
Barrettov požiralnik nastane zaradi kroničnega vnetja požiralnika. Glavni vzrok kroničnega vnetja požiralnika je gastroezofagealna refluksna bolezen (GERB). GERB nastane, ko se vsebina želodca pogosto vrača nazaj v požiralnik, kar povzroča vnetje in poškodbe sluznice požiralnika. Sčasoma to povzroči spremembe v celični strukturi požiralnika, pri čemer se običajne celice spremenijo v tkivo, ki je bolj odporno na kislino, a hkrati bolj dovzetno za vznik adenokarcinoma. Prizadete so celice sluznice spodnjega dela požiralnika.
V vsebini, ki se pri GERB-u iz želodca vrača v požiralnik, so prisotne tudi žolčne kisline, ki imajo morda vlogo pri razvoju raka. Zlasti so prisotne visoke koncentracije deoksiholne kisline, ki deluje citotoksično in lahko povzroči poškodbe DNK v celicah.
V večini primerov Barrettovega požiralnika je vzrok GERB, vendar pa se pojavi pri nekaterih bolnikih, ki nimajo klasičnih simptomov refluksa. Drugi pomembni dejavniki tveganja za razvoj Barrettovega požiralnika so starost (s starostjo se tveganje povečuje), spol (moški so bolj ogroženi), rasa (belci imajo večje tveganje v primerjavi z drugimi etničnimi skupinami), debelost (posebej centralna debelost) in kajenje.

## Diagnoza
Diagnoza Barrettovega požiralnika temelji na endoskopsko ugotovljenih značilnih sprememb sluznice požiralnika in histološki potrditvi intestinalne metaplazije v prizadetem predelu sluznice požiralnika. Pri endoskopskem pregledu je vidna metaplastična, žametno rdeča sluznica, ki sega v požiralnik vsaj en centimeter nad ezofagogastričnim stikom (stičiščem želodca in požiralnika) in ostro preide v normalen, bledo rožnat epitelij. Patohistološki pregled biopsijskega vzorca potrdi visokoprizmatski epitelij z intestinalno metaplazijo (prisotnost čašastih celic).

### Presejanje
V splošni populaciji se presejanje na Barrettov požiralnik ne priporoča. Priporoča se pa presejanje z endoskopijo pri moških, starejših od 60 let, ki imajo dolgotrajne simptome refluksne bolezni in teh ni mogoče ustrezno nadzorovati z zdravljenjem. Pri osebah, pri katerih preostala pričakovana življenjska doba ni večja od pet let, se presejanje odsvetuje.

## Zdravljenje
Zdravljenje se osredotoča na obvladovanje GERB-a, zmanjšanje vnetja požiralnika in zmanjšanje tveganja za napredovanje v displazijo ali raka. Vsi bolniki z Barrettovim požiralnikom potrebujejo zdravljenje z zaviralci protonske črpalke za blaženje refluksne bolezni. Antacidi in zaviralci H2 so manj učinkoviti. Sicer pa je obravnava bolnikov oziroma zdravljenje odvisno od napredovalosti sprememb. Številni bolniki z Barrettovim požiralnikom nimajo displazije sluznice in pri njih se priporoča le spremljanje stanja z endoskopskim pregledom na 3 do 5 let.
Pri Barrettovem požiralniku z displazijo nizke stopnje, kjer je ob ponovnem kontrolnem pregledu čez tri do šest mesecev displazija nizke stopnje ponovno potrjena, se priporoča endoskopska eradikacija Barrettove sluznice. Običajno se uporabi endoskopska radiofrekvenčna ablacija celotnega prizadetega predela sluznice. Bolniki so nato deležni rednega zdravniškega spremljanja, in sicer z endoskopsko preiskavo po šestih mesecih po eradikaciji, nato pa enkrat letno.
Displazija visoke stopnje in zgodnji stadiji adenokarcinoma se lahko zdravijo z endoskopsko resekcijo prizadetega tkiva ali z radiofrekvenčno ablacijo. Kasnejše stopnje adenokarcinoma se zdravijo s kirurško resekcijo ali pa s paliativnim zdravljenjem.

### Sprememba življenjskega sloga
Za blaženje refluksa se priporočajo spremembe življenjskega sloga, ki zajemajo:
- izogibanje hrani in pijači, ki poslabša refluks (na primer  mastna hrana, kofein, alkohol in pekoče jedi);
- uživanje manjših obrokov in izogibanje obrokom tik pred spanjem;
- ohranjanje zdrave telesne teže;
- dvig vzglavja postelje, kar lahko zmanjša nočni refluks.